# Ceràmica Jun
La ceràmica Jun (xinès: 鈞窯;  pinyin: Jūn yáo) és un tipus de ceràmica que forma part dels cinc grans forns de la dinastia Song. El nom de “Jun” prové del nom del forn situat prop del Juntai, que estava a Youzhou, a la provincia de Henan. La ceràmica Jun comença en la dinastia Tang, a la muntanya de Shenhou. En aquell moment fabricaven ceràmiques d’estil decoratiu. Tot i que és una ceràmica molt coneguda, actualment manca molta informació d’aquest tema, i és una qüestió de debat entre els investigadors.
El nom d’aquest estil de ceràmica és representat en diferents períodes i per diferents dinastíes: la dinastía Song (nord) (960–1127), dinastia Jin  (1115–1234), dinastia Yuan, i que va durar fins els inicis de la dinastia Ming (1368–1644).
Aquest tipus de ceràmica és molt rar i especial, pel seu aspecte decoratiu i la representació dels colors. Utilitza colors esmaltats blaus i morats, però també blancs sobre negres, o fucsies, i presenta aquest efecte únic per la cocció dels minerals en la ceràmica esmaltada. Veiem aquests colors en patrons aleatoris, i sobre objectes que es presentaven en formes vinculades a la natura. La majoria d’aquests objectes s'utilitzaven  per créixer plantes i actuaven com testos, però també inclouen bols, gerros, vasos o plats.
A més de la seva estètica, també va ser considerada un símbol de prestigi, el qual tindrà una gran influencia i s'expandirà per altres zones desde Henan. Els seus productes de gran qualitat eren reservats per a la cort imperial i per a rituals religiosos. Avui dia, la ceràmica Jun és considerada una de les formes més importants de la ceràmica antiga xinesa, no només per la seva bellesa i tècnica, sinó també per la seva influència en l'art ceràmic contemporani. Aquesta ceràmica va passar de ser peces per l’ús quotidià a ser un objecte d’admiració.

## Orígens
Les dates d’inici de la ceràmica Jun són indefinides. Consta que els inicis de la producció de la ceràmica Jun, van ser a partir de dos forns oficials de la província de Henan, el de Youzhou i al condat de Linru. Durant el regnat de l’'emperador Huizong de Song (1100-1126), la seva preferència pels efectes màgics decoratius del forn va impulsar una gran producció d’aquesta ceràmica. Moltes de les excavacions per la investigació d’aquesta ceràmica i del que s'ha pogut recuperar, la majoria es defineix de la dinastia Song, per les seves semblances amb la ceràmica d’aquesta dinastia.
La ceràmica Jun es va declarar tresor Imperial, i es va demanar la creació d’un forn prop de Juntai, el qual el seu jaciment encara es troba allà actualment. Aquest va ser un dels forns oficials de la dinastia Song, fundat a la dinastia Tang, pertinent al que serà la col·lecció oficial de forns d’aquesta dinastia dedicats a la ceràmica Imperial del Nord. La producció d’aquests forns va influenciar en tota la ceràmica, en el vidriat i el modelat arreu de Xina, i representa la recerca de la bellesa per part de la dinastia Song, de la qual la ceràmica Jun és el màxim exponent. La bellesa que es presenta va sorgir gràcies a l’interès dels literats, aquells més humanistes de la dinastia Song.
Durant la dinastia Song (960-1279), va suposar el moment de més auge de la ceràmica Jun. Però aquesta va avançar a través d'altres dinasties, i va prendre un altre perspectiva amb l’inici de la dinastia Yuan (1271-1368). L’arribada d’aquesta dinastia, que va marcar la unificació amb l'Imperi mongol, va fer que la producció d’aquesta ceràmica comencès a declinar. Van aparèixer nous estils de ceràmica que serien el substitut dels antics. Però això va afectar especialment la producció del forn de Juntai, i els ceramistes havien de trobar altres formes per treballar. La transició d’estils també era donada a causa dels gustos canviants de la cort imperial i l’aristocràcia, volent una ceràmica més moderna.
Durant la dinastia Ming (1368-1644) , es va produir una recuperació de les tècniques i estils antics, i algunes de les qualitats de la ceràmica Jun van ser revalorades. La ceràmica Jun va començar a ser apreciada pels col·leccionistes i les elits culturals de l’època, i algunes de les seves peces van ser incloses en els nous forns de la dinastia Ming. Encara que els nivells de producció no van tornar a ser com en la dinastia Song, va tenir un gran impacte en el disseny de la ceràmica Ming, principalment pels aspectes formals dels esmalts i els efectes visuals dels colors.

## Característiques
Durant el procés de cocció alimentat de la llenya al forn, de temps prolongat, deixa un efecte de seda en el que es fusionen diversos colors que cauen en harmonia. Es deia que la ceràmica Jun tenia l’aparença del Jade, el qual és un objecte noble pels xinesos. I doncs la ceràmica Jun no només és un objecte de bellesa, sinó que suposa un símbol de la consciència cultural i espiritual de la societat xinesa. Dins de la ceràmica Jun hi ha molta varietat segons les seves característiques formals i els períodes de creació.

#### Tècniques en la ceràmica Jun: el vidriat
El caràcter que farà que destaqui aquesta ceràmica serà el seu procès de creació i l’acabat vidriat. Segueix un procés de cocció de molta duració, en el qual els materials es fusionen creant sobre les superfícies de les peces un efecte vidriat que accentua els tons creats pels colors aplicats. El resultat d’aquestes capes en trencadís sorgeixen a causa d’un procés químic de difusió entre el vidriat i la pedra de la peça. Alguns patrons han mostrat la preséncia de metalls com del cobre o titani, els quals la unió amb el vidriat fan que canvii el color després de la cocció. Però la majoria de les peces presenten patrons imprevisibles com a resultats de la cocció a altes temperatures.
Tot i que l’arribada de la dinastia Yuan (1271-1368) va afectar la producció de la ceràmica Jun, entre la dinastia Song i la Yuan es van plantejar noves tècniques en la ceràmica. Com aquest vas de celadont, de Longquan, el qual conté un vidriat amb la intenció de representar el Jade. Aquest color verd-blavós era molt complicat d’assolir i aquesta peça, encara avui en dia, és de les més úniques mostrant el color més desitjat en el rang de la ceràmica xinesa. Es feia referència aquest tipus de vasos com “kinuta”, que significa martell per la seva forma suggerent d’un martell.

#### La ceràmica Jun "oficial"
La ceràmica Jun oficial es diferencia de la ceràmica d’ús quotidià, ja que la oficial és aquella creada per la cort imperial, tot i que presenta una gamma de colors similar a la ceràmica de tipus normal, la ceràmica Jun oficial pertany a la producció del forn situat a l’entrada nord de Youzhou, a Henan. La ceràmica oficial es defineix únicament als primers anys de la dinastia Ming.
La ceràmica Jun compren una varietat de formes que predomina la senzillesa. Normalment veiem gerros, bols o plats, aquests amb una forma donada dins d'aquesta senzillesa. Però també van crear una varietat de formes en funció de la seva utilitat com objectes de cultivació de plantes i flors, presentant formes vinculades aquests elements naturals. Aquestes es defineixen durant la dinastia Ming, un moment en què la ceràmica Jun era creada com a objecte de gran prestigi pels palaus imperials. Durant aquesta època es buscava una gamma de colors més sobria, aquests vinculats a la reialesa, normalment blavosos amb tons morats i rosats, i presentats en formes de bols formats per petals de flors.